# LS3D engine
De LS3D engine is gemaakt door Illusion Softworks. Deze engine wordt gebruikt door de computerspellen Mafia: The City of Lost Heaven, Hidden & Dangerous 2, Wings of War, Chameleon en Wings of War. Het eerste spel dat deze engine heeft gebruikt was Mafia: The City of Lost Heaven.